# فاطمه رمضان‌زاده
فاطمه رمضان‌زاده (زادهٔ ۱۳۳۶ در یزد) نمایندهٔ حوزهٔ انتخابیهٔ تهران در دورهٔ پنجم مجلس شورای اسلامی بوده‌است. وی پیش‌تر در دورهٔ چهارم نیز عضو این مجلس بود.